# San Jacinto (Kalifornie)
San Jacinto je město v okrese Riverside County ve státě Kalifornie ve Spojených státech amerických. K roku 2010 zde žilo 44 199 obyvatel. S celkovou rozlohou 67,679 km² byla hustota zalidnění 650 obyvatel na km². Město vzniklo roku 1870 a začleněným se stalo v dubnu roku 1888. Sídlí zde komunitní škola Mt. San Jacinto College.